# Benno Fischer (Politiker)
Benno Fischer (* 20. März 1902 in Chodau, Bezirk Falkenau, Österreich-Ungarn; † 21. September 1981 in München) war ein tschechoslowakischer Politiker (Sudetendeutsche Partei). Er war von 1935 bis 1938 Abgeordneter des Tschechoslowakischen Abgeordnetenhauses.

## Leben und Werk
Er war der Sohn des Porzellandrehers Stefan Fischer und war seit 1930 als Metalldreher in der neuen Eisenhütte in Leskowetz tätig. 1933 trat er der Sudetendeutschen Heimatfront bei. 1935 kandidierte er bei der Wahl für die in Sudetendeutsche Partei umbenannte Heimatfront und zog in das Abgeordnetenhaus der Tschechoslowakei ein. Am 9. Juli 1938 gab er nach der Rede von Konrad Henlein in Karlsbad sein Abgeordnetenmandat auf und schied aus der Nationalversammlung und der SdP aus.
Nach der deutschen Besetzung des Sudetenlandes 1938 infolge des Münchner Abkommens beantragte er am 13. Januar 1939 die Aufnahme in die NSDAP und wurde rückwirkend zum 1. November 1938 aufgenommen (Mitgliedsnummer 6.773.202). 1941 wurde er Direktor der Eisenhütte in Rothau und Funktionär der Deutschen Arbeitsfront. Nach Ende des Zweiten Weltkrieges 1945 wurde er gemeinsam mit weiteren deutschen Nationalsozialisten im Prager Gefängnis Pankrác inhaftiert. 1947 erfolgte seine Freilassung. Fischer arbeitete daraufhin bis 1962 in der Kaolinfabrik in Sedlec u Karlových Var. Nach Erreichen des Rentenalters verließ er die Tschechoslowakei und ließ sich in München nieder, wo er 1981 starb.